# Jovian Infrared Auroral Mapper

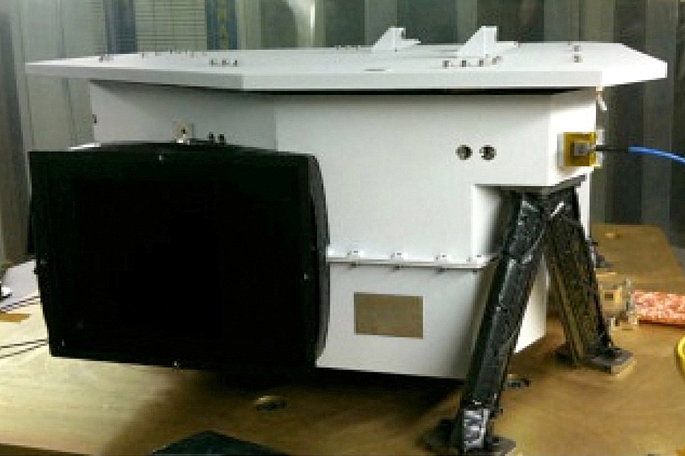
El Jovian Infrared Auroral Mapper

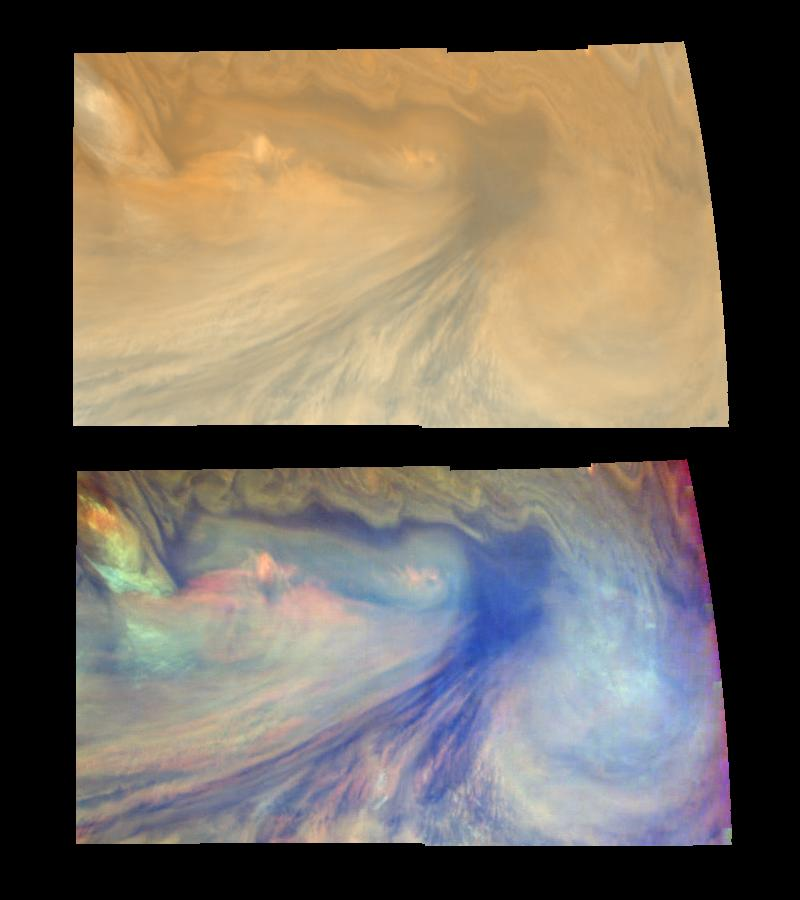
«Punto caliente» joviano en espectro visible (arriba) e infrarrojo cercano (abajo)

El Jovian Infrared Auroral Mapper (JIRAM) es un instrumento en la sonda espacial Juno, dedicada al estudio del planeta Júpiter. Es un espectrómetro de imágenes hecho en Italia. Instrumentos similares fueron empleados en las misiones Rosetta, Venus Express y Cassini-Huygens. El objetivo principal del JIRAM es investigar las capas superiores de la atmósfera de Júpiter hasta una presión de 5–7 bares y en longitudes de onda infrarrojas entre 2-5 μm. El JIRAM explorará los «puntos calientes» y las regiones donde se producen auroras en Júpiter.
Se espera encontrar iones de H+
3, amoníaco, y fosfano. El ion de hidrógeno H+
3 es raro en la Tierra, pero es uno de los iones más comunes en el universo y es conocido como hidrógeno molecular protonado.
No obstante la intensa magnetósfera de Júpiter, se espera que el JIRAM funcione para por lo menos las ocho primeras órbitas.